# Чугунная посуда

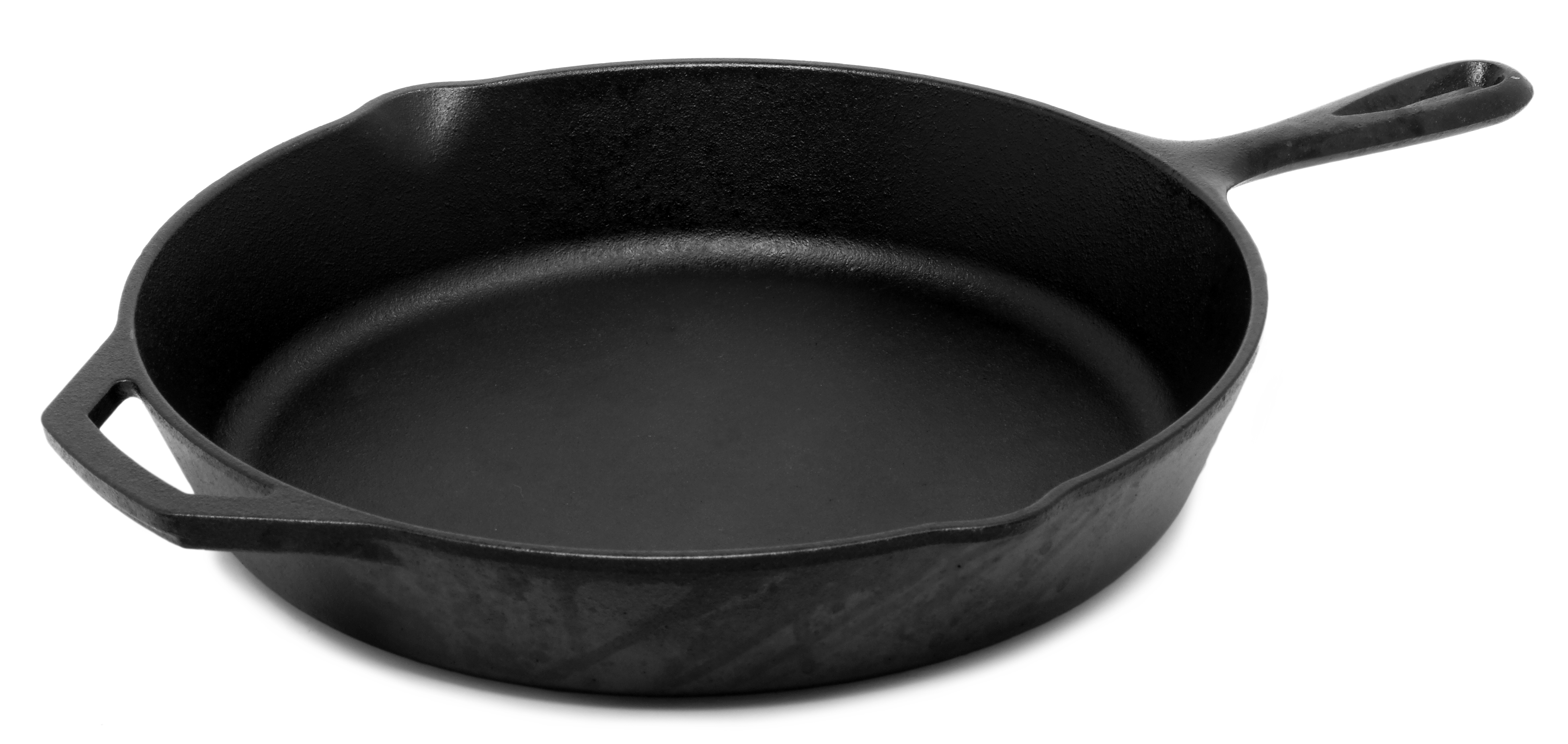
Чугунная сковорода

Чугунная посуда — посуда, отлитая из чугуна, ценится за способность долго сохранять тепло. Чугунная посуда может быть изготовлена при низком уровне доступных технологий. При обжиге и последующей готовке, на поверхности чугунной посуды образуется нагар обладающий антипригарными свойствами и защищающий посуду от ржавчины. Из чугуна изготавливают такую посуду как например пресс для панини, вафельницы, блинницы, чугуны, сковороды, фритюрницы, тэцубины, вок, грили и гридли.

## История

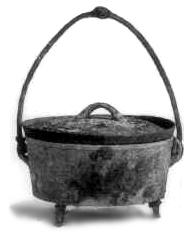
Американский чугуный котелок, 1896

Голая чугунная посуда используется для приготовления пищи более 2000 лет. Чугунные котелки ценились за их долговечность, и способность долго отдавать тепло, что улучшает качество готовки пищи. В Европе до распространения кухонных плит с середины XIX века, пища приготовлялась в очагах или каминах, и посуда была приспособлена для приготовления на очагах. Это означает что посуда имела возможность быть подвешенной, или ручки для перемещения в огонь, или ножки для установки на угли. Посуда с плоским дном появилась с распространением кухонных плит, начиная с середины XIX века.
Чугунная посуда была популярна в домохозяйствах вплоть до первой половины XX века. Во многих американских домах есть чугунные сковороды (были популярны торговые марки Griswold, Wagner Ware), некоторые используются по сей день. На сегодняшний день компания Lodge единственный значимый производитель чугунной посуды в США, остальная чугунная посуда импортируется с производств в Европе и в Азии.
В XX веке стала популярна эмалированная чугунная посуда.
Спад популярности чугунной посуды пришелся на 1960—1970-е годы, её вытесняла алюминиевая посуда с антипригарным покрытием, ставшая популярной на множестве кухонь. Сегодня в ассортименте поставщиков кухонной утвари чугунная посуда занимает малую долю. Тем не менее благодаря своим свойствам, долговечности, надежности многие шеф-повара считают, что чугунная посуда должна быть на любой кухне.

## Голый чугун
Способность чугунной посуды переносить высокие температуры делает её хорошим выбором для изготовления сковород для жарки, а способность долго отдавать тепло делает её очень удобной для томления и тушения. Так как на чугунной посуде при использовании образуется нагар с антипригарными свойствами — чугунная посуда подходит для жарки яиц. Другие применения чугунной посуды включают также выпекание, например кукурузного хлеба.
Многие чугунные изделия имеют съёмную ручку, или ручку как продолжение металла самой посуды, что делает возможным одновременное использование посуды на плите и в духовке. Некоторые рецепты с использованием чугунной посуды предполагают предварительную готовку на плите с последующим перемещением в духовку для завершения приготовления. Другая посуда часто содержит пластиковые детали, которые могут повредиться при использовании в духовке.
Чугунная посуда — плохой проводник тепла, поэтому может образовывать «горячие точки» если нагревается слишком быстро или размещается на газовой горелке неподходящего размера. впрочем свойство посуды удерживать тепло может привести к тому что вся посуда станет очень горячей, включая рукоятки. 
Несмотря на то, что чугунная посуда очень твёрдая (стойка к царапинам) и прочная (легко переносит удары), чугун хрупкий и не пластичный, поэтому неравномерный нагрев может вызвать появление трещин в посуде. Перемещение раскаленной сковороды под холодную воду может быть фатальным.

### Влияние на здоровье
Американская диетическая ассоциация исследовала, что чугунная посуда может выделять значительные количества пищевого железа в приготовляемый продукт. Количество зависит от продукта, его кислотности, количества воды способа приготовления, состояния самой посуды. Количество железа в соусе для спагетти возрастает в 2109 % (с 0,35 мг/100г до 7,38 мг/100г), в то время как величина железа в других блюдах возрастает не так сильно, например количество железа в кукурузном хлебе возрастает на 28 % с 0,67 до 0,86 мг/100 г. Страдающие анемией могут извлечь пользу для себя от этого явления, что послужило идеей для создания «счастливой железной рыбы» (железная отливка в форме рыбки для помещения в посуду, в процессе готовки) для борьбы с дефицитом железа в бедных странах. Однако люди, страдающие гемохроматозом (переизбытком железа), должны избегать еды, приготовленной в чугунной посуде.

### Нагар
Нагар на посуде образуется из полимеризовавшихся масел и жиров. Для чугунной посуды он необходим не только для создания антипригарных свойств, но и для защиты самого чугуна от ржавчины. Чёрный цвет чугунной посуде придает в том числе оксид железа FeO, который также предохраняет чугун от ржавчины. Новая чугунная посуда должна быть тщательно отмыта от технологической смазки. Затем посуда покрывается тонким слоем пищевого масла (предпочтительны высыхающие масла, например льняное), и помещается в духовку при температуре 180 градусов Цельсия на 30 минут.
Частое приготовление кислотных блюд (например томатных соусов) может разрушать защитные свойства нагара, и потребовать частого повторения процедуры его восстановления. Эмалированная чугунная посуда не требует создания нагара — эмаль защищает чугун от ржавчины и контакта с пищей. Рекомендуется регулярное обслуживание нагара (чистка и восстановление) для сохранения антипригарных свойств.
Старый нагар может быть удален термически — равномерный прогрев до температур когда загрязнения сгорают, или химически (замачивание в крепком растворе каустической соды).

### Чистка
Так как привычные способы отчистки, такие как мытье в посудомоечной машине или отскабливание жесткой щеткой могут повредить нагар и нарушить его защитные свойства, чугунная посуда требует иного подхода в чистке. Некоторые повара придерживаются мнения, что чугунную посуду вообще не следует мыть, достаточно вытереть насухо после использования, или ополоснуть горячей водой с мягкой щеткой. Другие повара считают, что посуду следует вымыть с неагрессивными моющими средствами, и вытерев насухо покрыть тонким слоем масла. Третий подход подразумевает очистку при помощи крупной соли и вытирание насухо бумажным полотенцем.

### Уход
- Чугунная посуда моется исключительно вручную, без посудомоечной машины.
- После каждого приготовления смазывать маслом.
- Хорошо просушивать после мытья.
- Не оставлять еду в сковороде, поскольку это приводит к почернению посуды, и образованию ржавчины.
- Хранить сковороду в сухом и полноценно проветриваемом месте.
- В случае пригорания, насыпать по две столовые ложки соли и соды, добавить воды и прокипятить, после чего очистить сковороду губкой и насухо протереть.

## Эмалированный чугун

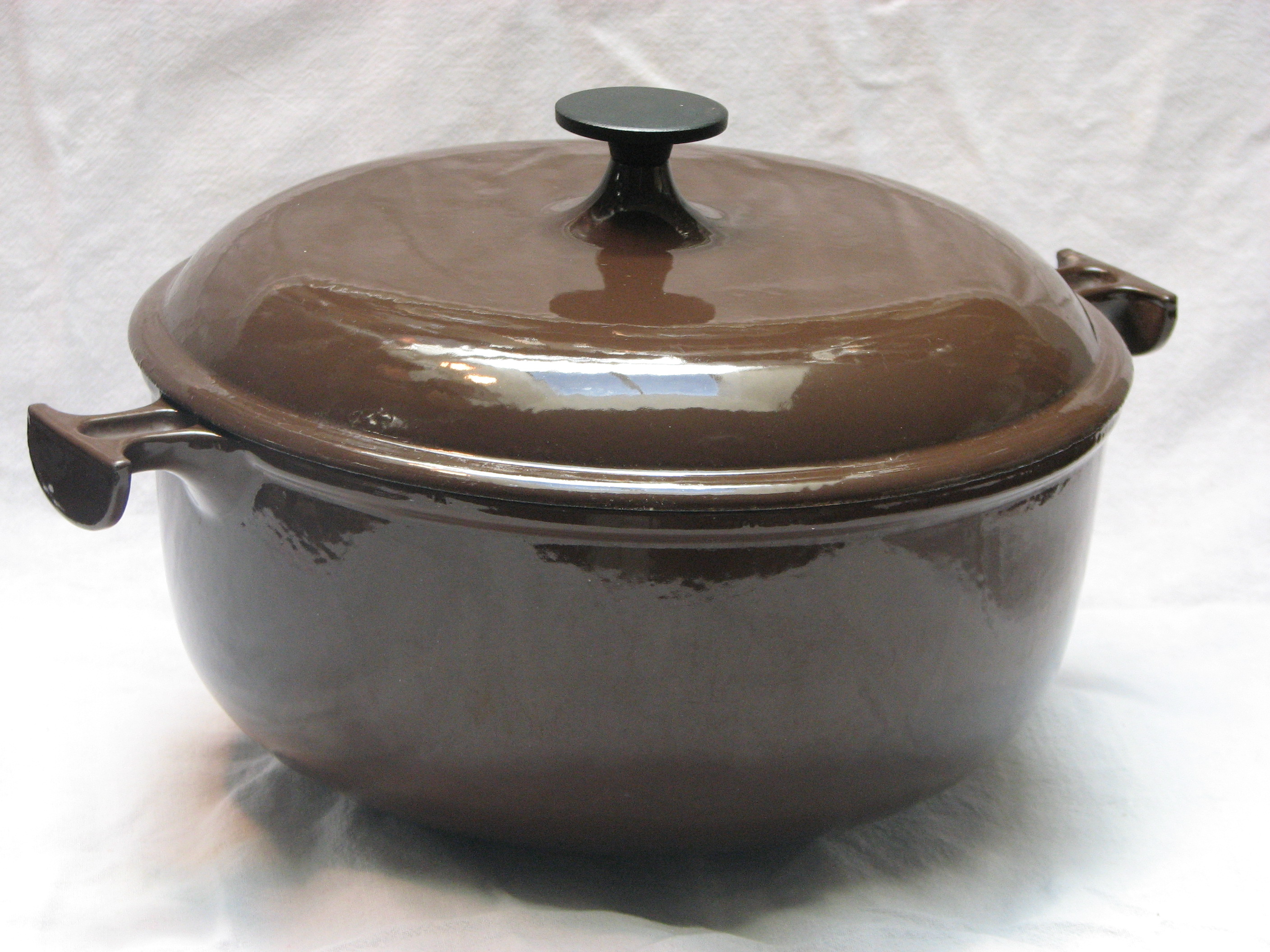
Эмалированный чугунный горшочек

Эмалированный чугун имеет покрытие из стекловидной эмали, которая защищает чугун от ржавчины, контакта с пищей, и не требует создания и ухода за нагаром. Чистка эмалированного чугуна также упрощается. Кроме того эмаль окрашивается и придает изделиям привлекательный вид. К сожалению эмаль удорожает посуду, кроме того эмаль боится ударов и ограничивает максимальную температуру, при которой может использоваться такая посуда.